# Enrique Morente
Enrique Morente Cotelo (Granada, 25 de desembre de 1942 - Madrid, 13 de desembre de 2010) va ser un cantaor andalús, considerat un dels grans renovadors i innovadors del flamenc.
Va ser el primer cantaor a rebre, l'any 1994, el Premio Nacional de Música que concedeix el Ministeri de Cultura.
Alguns dels seus temes han estat interpretades per artistes com Camarón de la Isla, Mayte Martín, Carmen Linares o Miguel Poveda, i va adaptar al flamenc composicions de poetes com Miguel Hernández, García Lorca, Lope de Vega, Rafael Alberti, Jorge Guillén o Manuel i Antonio Machado. També va col·laborar amb grups de música pop i rock com Amaral, Lagartija Nick, Los Planetas, Sonic Youth, Leonard Cohen o Pat Metheny.
L'últim concert que va oferir a Barcelona va ser al Gran Teatre del Liceu el 24 de setembre de 2010, coincidint amb les Festes de la Mercè, per inaugurar la II edició del cicle "Catalunya arte flamenco".

## Biografia
Morente va néixer al barri d'Albaicín de Granada, i es va interessar pel flamenc quan era petit fins que, d'adolescent, va anar a Madrid mogut per l'afany d'aprenentatge.
Després d'uns inicis ortodoxos va començar a experimentar, escrivint noves melodies i tocant amb músics de diferents estils però sense renunciar a les seves arrels en el cant tradicional, que no va abandonar, i malgrat les crítiques de la majoria dels "puristes", tant de crítica com de públic.
Casat amb la bailaora Aurora Carbonell, La Pelota, amb qui té tres fills: Soleá, Enrique i Estrella. Va apadrinar la carrera musical d'aquesta última, qui s'ha consolidat com una de les millors cantaores dels darrers anys.
Va ser operat el 4 de desembre de 2010 a la Clínica La Luz de Madrid a causa d'una úlcera, i va entrar en estat de mort cerebral el dia 6 i morint el 13 per infart cerebral.

## Discografia
- 1967 - "Cante Flamenco", Hispavox
- 1968 - "Cantes antiguos del Flamenco", Hispavox
- 1971 - "Homenaje Flamenco a Miguel Hernández", Hispavox
- 1974 - "Morente en Vivo", Díscolo
- 1975 - "Se Hace Camino al Andar", Hispavox
- 1977 - "Homenaje a D. Antonio Chacón", Hispavox
- 1977 - "Despegando", CBS
- 1982 - "Sacromonte", Zafiro
- 1983 - "Cruz y Luna", Zafiro
- 1988 - "Esencias Flamencas", Auvidis
- 1990 - "Enrique Morente en la Casa Museo García Lorca de Fuentevaqueros", Diputació Provincial de Granada
- 1990 - "Nueva York / Granada, Morente-Sabicas", Ariola
- 1991 - "Misa Flamenca", Ariola
- 1992 - "Negra, si tu supieras", Nuevos Medios
- 1995 - "Alegro, Soleá y Fantasía de Cante Jondo", Discos Probeticos
- 1996 - "La Estrella" (edició especial), Discos Probeticos
- 1996 - "Omega", El Europeo/Discos Probeticos
- 1999 - "Lorca", Virgin
- 2003 - "El pequeño reloj", Virgin/EMI Music
- 2005 - "Morente sueña la Alhambra", Virgin/EMI Music
- 2008 - "Pablo de Málaga", El Caimán/Discos Probeticos
- 2009 - "Morente flamenco", Universal
- 2010 - "El barbero de Picasso",[1][4][11] en homenatge al pintor malagueny.[2]

## Filmografia
A banda de participar en diverses bandes sonores, Morente també va aparèixer en algunes pel·lícules:
- 1976 - La Carmen, de Julio Diamante
- 1995 - Flamenco, de Carlos Saura
- 2005 - Iberia, de Carlos Saura
- 2016 - Omega (documental pòstum)[13]

## Premis
- 1994 - Premio Nacional de Música, concedit pel Ministeri de Cultura
- 2005 - Medalla d'Andalusia[2]
- 2006 - Medalla d'Or al Mèrit de les Belles Arts[2][4]
- Premi al Millor àlbum de flamenco, a la XIV Edició dels Premis de la Música[6]